# Carl Ludwig von Baudissin

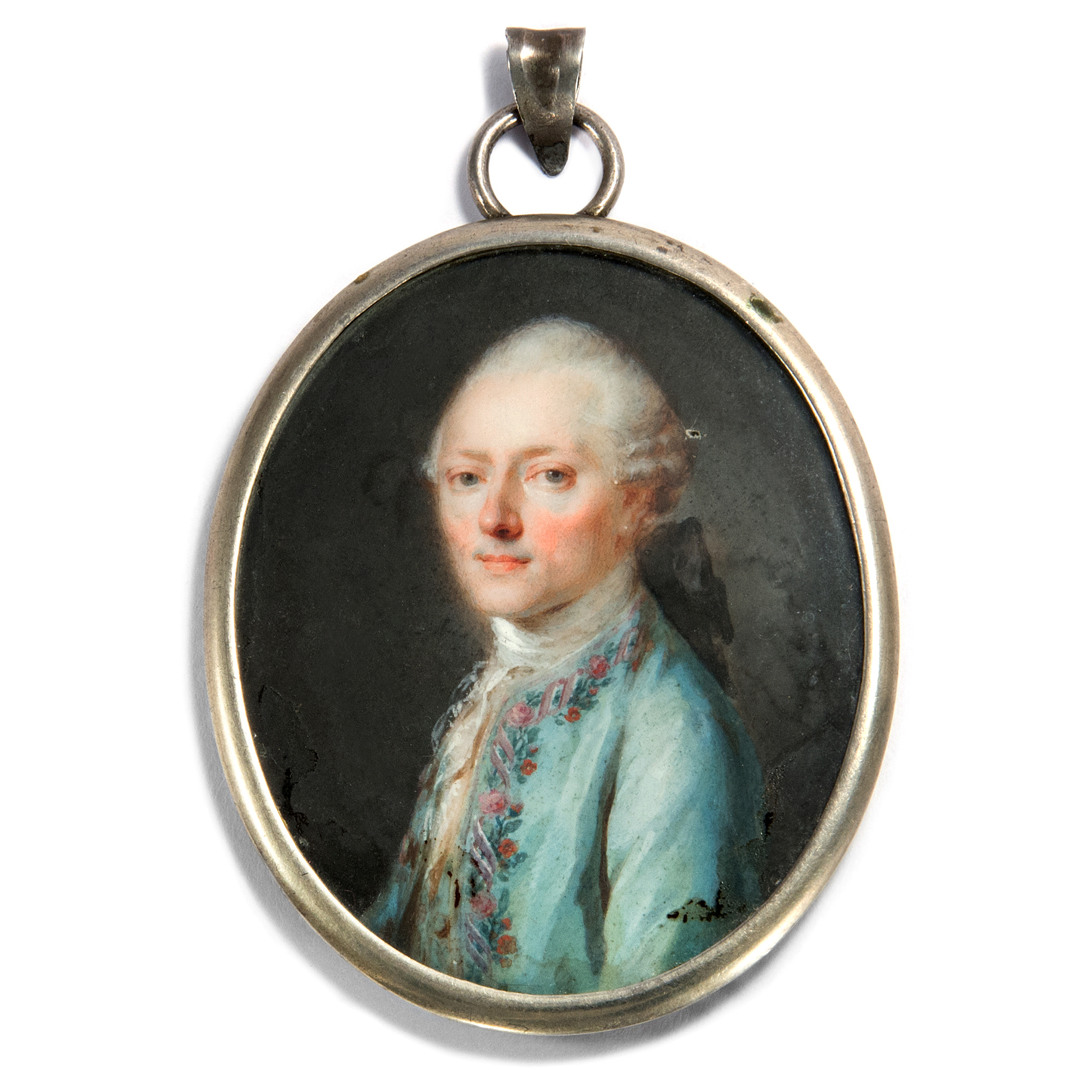
Anhänger mit Miniatur-Porträt von Carl Ludwig Baudissin als Anhänger in Silber, entstanden um 1785

Carl Ludwig von Baudissin (* 21. August 1756 auf Gut Knoop; † 1. März 1814 in Kiel) war ein königlich dänischer Generalleutnant und Gouverneur von Kopenhagen.

## Leben
Er kam bereits mit 16 Jahren in sächsische Dienste, studierte in Straßburg und machte seine Kavalierstour durch Deutschland. Frankreich und England. Nach vier Jahren kam er zurück und erhielt eine Anstellung beim sächsischen Generalstab. So wurde er 1778 sächsischer Major.
Beim Tod seines Vaters erbte er die Güter Lammershagen und Rantzau. So kam Baudissin nach Dänemark und trat der dortigen Armee bei. Er wurde am 7. Dezember 1787 Oberstleutnant À la suite beim Norwegischen Leibregiment. Danach
kam er in das Seeländische Regiment, wofür er am 11. Dezember 1789 700 Reichstaler erhielt.
Am 13. August 1790 wurde er Oberst de la Suite (mit Patent zum 30. Juni 1790). Hierfür bekam er ab dem 1. Januar 1793 auch volles Gehalt und am 18. September 1801 die Beförderung zum Generalmajor. Am 16. Dezember 1801 erhielt er den Danebrog-Orden (Weißer Ritter). Am 10. Juni 1803 wurde er Chef des Regiments des Königs, da das Seeländische Regiment in das
Marinier-Regiment integriert wurde.
Er wurde Oberstleutnant und Kommandeur der Leibgarde, über ihm stand nur noch der dänische König als Chef des
Regiments. Sein Posten als Chef des Regiments des Königs ruhte in der Zeit. Zunächst wurde er außerordentlicher
Gesandter am Preußischen Hof. Von dort wurde er am 2. April 1808 zurückgerufen.
Er wurde Ordensmarschall und war Mitglied der Kommission zur Erweiterung und Änderung des Danebrog-Ordens. Am 10. August 1808 wurde er zum Danebrogmann ernannt und am 29. Juli 1809 wurde er Kommandeur der Leibgarde zu Fuß. Am 5. August 1810 wurde er Kommandant, Vize-Gouverneur von Kopenhagen und Interims-Kommandeur der 1. Armeedivision sowie Generalleutnant. Am 13. November 1813 wurde er noch Gouverneur von Kopenhagen und starb am 2. März 1814 in Kiel.

## Familie
Seine Eltern waren der kursächsische General Heinrich Christoph von Baudissin (1709–1786) und dessen Ehefrau Susanne Magdalena Elisabeth von Zinzendorf (1723–1785). Sein Bruder Heinrich Friedrich war dänischer Botschafter in Berlin. Er gehörte zu dem ursprünglich aus der Oberlausitz stammenden, im Dreißigjährigen Krieg nach Schleswig-Holstein gekommenen Adelsgeschlecht Baudissin. Eine seiner Nichten war Sophie Anna von Reventlow.
Er heiratete am 24. Juni 1785 Sophie Louise Charlotte von Dernath (der Nath) Tochter von Friedrich Otto von Dernath und Christine Elisabeth Scheel von Plessen und Schwester von Magnus von Dernath. Das Paar hatte folgende Kinder:
- Wolf Heinrich Friedrich Otto (starb jung)
- Wolf Heinrich Friedrich Karl (* 30. Januar 1789; † 4. April 1878)

⚭ Gräfin Friederike Juliane von Baudissin (* 9. Januar 1784; † 15. März 1836)
⚭ Sophie Kaskel (* 27. Juli 1817; † 9. Dezember 1894), Schriftstellerin
- Susanne Auguste Adelheid Clara (* 25. September 1790; † 26. September 1874)

⚭ Adolf Heinrich Hartwig von Bülow (* 14. Oktober 1787; † 11. Dezember 1816), dänischer Kammerherr und Amtmann
⚭ Hans Adolf von Warnstedt (1791–1853), Jägermeister in Plön
- Otto Friedrich Magnus (* 5. Juli 1792; † 25. Juni 1865)
- Heinrich August, Graf von Baudissin-Zinzendorf-Pottendorf (* 28. Juli 1795; † 7. März 1834) ⚭ Gräfin Freya von Luckner (* 14. August 1795; † 29. März 1859)
- Hermann Wilhelm (* 2. Oktober 1798; † 13. Mai 1891), Großherzöglich oldenburger Kammerherr

⚭ 7. August 1825 Auguste von Witzleben (* 21. August 1797; † 9. Februar 1845)
⚭ 1846 Ida Kohl (* 25. Juli 1814; † 25. Dezember 1888), Schriftstellerin, Schwester von Johann Georg Kohl und Mutter von Wolf Wilhelm von Baudissin